# تد کوردیلا
تد کوردیلا (انگلیسی: Ted Kurdyla) تهیه‌کننده فیلم، تهیه‌کننده تلویزیونی اهل ایالات متحده آمریکا است.
از فیلم‌ها یا مجموعه‌های تلویزیونی که وی در آن‌ها نقش داشته‌است، می‌توان به هلن تروآ، انفجار، روزی روزگاری در آمریکا، جانی خوش‌قیافه، مرد کادیلاک، تحلیل نهایی، فروافتاده، سرزمین ببر و باجه تلفن اشاره نمود.